# Justicia carnea
Justicia carnea, o Jacobinia — és una espècie de planta amb flors acantàcia.

## Descripció
És una planta perenne arbustiva nativa de les ecoregions de Selva atlàntica del Brasil oriental.
Pot arribar a fer 1,50 m d'alt. Les fulles fan de 15 a 20 cm de llargada i són piloses. Les flors s'arrangen en una inflorescència terminal densa de 10 a 20 cm de llargada. Fruits en càpsula amb unes 4 llavors.
carnea: és un epítet específic llatí que significa "color carn".

## sinònims
- Cyrtanthera magnifica Nees
- Cyrtanthera magnifica var. minor Nees
- Cyrtanthera pohliana Nees
- Cyrtanthera pohliana var. obtusior Nees
- Jacobinia carnea (Lindl.) G.Nicholson
- Jacobinia magnifica (Nees) Lindau
- Jacobinia obtusior (Nees) L.H.Bailey
- Jacobinia pohliana (Nees) Lindau
- Jacobinia pohliana var. velutina Nees[3]